# Coiotul (Wile E. Coyote)

Coiotul (Wile E. Coyote) este un personaj din seria de desene animate Looney Tunes. El este obsedat de ideea de a-l mânca pe Roadrunner cel rapid (The Road Runner), așa că încearcă toate găselnițele perfide din catalogul lui ACME. Dar toate încercările lui Wile E. Coyote se întorc împotriva lui, iar bietul Wile E. Coyote se trezește zdrobit, turtit sau în cădere liberă într-o prăpastie!